# 褐毛和種

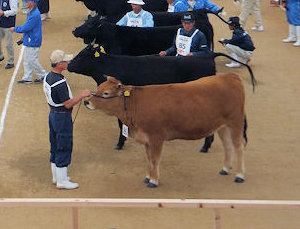
第10回全国和牛能力共進会に出展された褐毛和種（写真手前）

褐毛和種（あかげわしゅ、英語：Japanese Brown Cattle）は、和牛の品種の一つであり、肉牛として飼育される。

## 概要
褐毛和種は、熊本県や高知県のあか牛にシンメンタール牛や朝鮮牛を交配させ、改良した品種である。
褐毛和種は上述のように熊本系と高知系に分けられ、改良の歴史、外見や特性などはそれぞれで異なる。熊本系の褐毛和種は北海道や長崎県などでも飼養されている。どちらのあか牛も朝鮮牛を起源にすると言われる。
耐寒性と耐暑性に優れていて、性格がおとなしいことから放牧に適していて飼育しやすい。牛肉としては赤身が多い肉質だが適度の脂肪分も含み、旨味とやわらかさを兼ね備える。

### 熊本系
阿蘇地方では平安時代の『延喜式』に二重馬牧（ふたえのうまのまき）、波良馬牧（はらのうまのまき）という二つの官営牧場があったことが記されているなど、古くから草原での家畜の飼育が行われており、熊本系褐毛和種もこういった放牧に適するよう改良されてきた歴史を持つ。
褐毛和種の放牧風景は伝統的農法のシンボルともなっている。

### 高知系
高知県内でしか飼育されていない。平成31年2月時点では全2399頭で、そのうち繁殖雌牛は1029頭である。
平成30年時点の年間出荷量は約470頭であり、和牛生産量の0.1%となる。
被毛は褐色で、目の周囲、まつげ、鼻、蹄、角先や尾の先などが黒い。
明治時代半ばから九州方面より高知県に移入され、大正7年より、高知県内の牛から優秀な個体を選抜し、閉鎖育種することで改良がすすめられ、昭和19年に「褐毛和種」として認定された。

## 歴史
くまもとあか牛は日本神話に登場する健磐龍命が阿蘇の湖水を開拓して田畑を作り、放牧をして農業を始めた頃から馬とともに飼われていたと伝えられている。
一説によると、大友宗麟統治の頃、役用として輸入され豊後に多くいた朝鮮半島系の韓牛が起源とされる。明治時代に熊本・高知で繁殖され、明治時代後半からシンメンタール牛の雄を交配したものに発し、1930年（昭和5年）に決められた最初の改良目標に向けて改良され、1937年（昭和12年）中央畜産会による本登録の一元化「褐毛系役肉用牛」と仮称し、1940年（昭和15年）に熊本、高知共通の審査標準が作成された。その後何度かの改訂を経て、現在に至る。
改良過程は熊本系と高知系ではシンメンタール種を交配する所までは同じであるが、熊本系は、1881年（明治14年）頃、政府の畜産奨励もあり、デボン種種雄牛によるあか牛の改良が試みられたが、使役にも耐えられないという理由で、デボン種による改良は中断される。さらに1900年（明治33年）に政府は牛を役用から役肉用牛に転換する目的で在来和牛の改良を外国種との交雑によって行う方針を定め、あか牛の改良はシンメンタール種、ブラウンスイス種を含む数種の外国種が用いられた。1911年（明治44年）に全国的に和牛と外国種の交配が推進されたことを受けて、熊本でも小柄なあか牛に、スイス原産の大きな乳肉役兼用牛・シンメンタール種を交配して改良することになる。1922年（大正11年）頃からはシンメンタール種の交雑を専ら行うようになった。
その遺伝的血統はシンメンタールが25％以下としながら体格の増大と毛色の褐色単一化を図り経済的な役肉兼用牛を作出することを明確な改良目標のもと選択淘汰がくりかえされた。その結果、理想とする褐色単一の役肉兼用牛が作出され、さらに直接検定、間接検定、現場検定、ET（受精卵移植）牛作出などによる改良を重ねて誕生したのが、現在の熊本系あか牛である。高知系は日韓併合の際に朝鮮半島から現地の農務省の役人が選抜して送った牛を元に、改良されているのが大きな違いである。
1944年（昭和19年）に肥後のあか牛と土佐のあか牛は現在の名称に命名され、良い遺伝子を寄せて交配によるバラツキがない種として、黒毛和種、無角和種、短角和種と同様に日本固有の肉用品種和牛に認定された。日本国内の肉用品種の5%を占めると推測される。正式名称は褐毛和種熊本系、褐毛和種高知系のように区別される。色は熊本系は金色に近く、高知系はオレンジ色に近い。熊本県には似た毛色のジャージー牛が日本で2番目に多く飼育されているが、ジャージー牛が乳牛である事や小柄である事･毛色が灰色っぽい茶色で、容易に区別はつく。また、登録は熊本系については日本あか牛登録協会、高知系は全国和牛登録協会の管轄になる。熊本系の名称は熊本あか牛あか毛和牛、高知系の名称は土佐和牛などと呼ばれる。

## 身体・特徴
熊本系の毛色は黄褐色単色で体下部、四肢内側、眼、鼻の周辺が淡い。高知系は「毛分け」と称する角、蹄、眼瞼、舌、尾房、肛門などの黒い牛が好まれている。
体格は黒毛和種に比べてやや大きく、雌130cm、体重470kg（雄で140cm、750kg）。中躯の伸びが良く、後躯も充実している。
1日増体量1000～1200ｇ、枝肉歩留60～63%程の産肉能力を持つ。筋繊維はやや太く脂肪沈着も黒毛和種に劣るが、耐暑性に優れ、粗飼料利用性がかなり良い。肉色はあずき色、脂はβカロテンが沈着した薄いクリーム色で、赤身肉中に8～15%の適度な脂肪を含む。エネルギー含量の多い穀類を多給するとすぐに太って脂っこい肉質になる傾向にある。ビタミンA（βカロテン）とビタミンE（αトコフェロール）が豊富で、霜降り部分の脂肪酸のn6/n3比率が低く、健康に良い脂肪酸バランスが特徴である。
あか牛の改良、増殖は永年の行政的指導推奨及びあか牛生産者の熱意によるところが大きい。